# Ronnie Shows

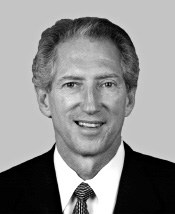
Ronnie Shows

Clifford Ronald „Ronnie“ Shows  (* 26. Januar 1947 in Moselle, Jones County, Mississippi) ist ein US-amerikanischer Politiker der Demokratischen Partei. Zwischen 1999 und 2003 vertrat er den vierten Kongresswahlbezirk des Bundesstaates Mississippi im US-Repräsentantenhaus.

## Werdegang
Shows besuchte bis 1965 die Moselle High School und studierte danach bis 1971 an der University of Southern Mississippi Pädagogik und politische Wissenschaften. Danach arbeitete er als Farmer und Lehrer, ehe er 1976 in der Verwaltung des Gerichts im Jefferson Davis County angestellt wurde.
Zwischen 1980 und 1988 gehörte Shows für die Demokraten dem Senat von Mississippi an. Von 1988 bis 1998 war er Staatsbeauftragter für die Autobahnverwaltung im südlichen Teil von Mississippi.
1998 trat Shows im vierten Kongresswahlbezirk Mississippis gegen den republikanischen Steuerrechtsanwalt Delbert Hosemann für den Sitz im US-Repräsentantenhaus an, den bisher der Republikaner (und frühere Demokrat) Michael Parker innegehabt hatte. Dieser Kongresswahlbezirk galt bei der Kongresswahl 1998 als eine der besten Möglichkeiten für die Demokraten, einen Sitz zu gewinnen, unter anderem, weil seine Wählerschaft damals zu 41 Prozent aus Schwarzen bestand. Laut CNN präsentierte sich Shows im Wahlkampf als konservativ und bodenständig („good ol’ boy“) und betonte seine Herkunft in der Arbeiterklasse und überzeugte so auch konservative Weiße auf dem Land. In gesellschaftspolitischen Fragen wie Schwangerschaftsabbruch und Recht zum Waffenbesitz bezog Shows ebenfalls konservative Positionen, setzte sich aber für eine Erhaltung der sozialen Sicherungssysteme, eine Erhöhung des Mindestlohns und gegen Freihandelsabkommen ein. Trotz deutlich höherer Ausgaben seines Konkurrenten Hosemann für negative Fernsehspots gewann Shows mit 53,4 Prozent. Shows trat am 3. Januar 1998 die Nachfolge Parkers an.
Nach einer Wiederwahl im Jahr 2000 konnte er sein Mandat im Kongress bis zum 3. Januar 2003 ausüben. Bei der Wahl des Jahres 2002 musste der Staat Mississippi nach dem Ergebnis der Volkszählung 2000 einen Sitz im Repräsentantenhaus abgeben, weshalb die Wahlbezirke neu zugeschnitten wurden. Als Folge musste Shows im dritten Kongresswahlbezirk von Mississippi gegen den Republikaner Chip Pickering antreten, dem er unterlag.
Im Januar 2008 verkündete Ronnie Shows seine Kandidatur für den US-Senat bei der Wahl im selben Jahr. Bereits im Februar zog er sich aus finanziellen Gründen aus dem Wahlkampf zurück.
Shows lebt in Bassfield in Mississippi.